# فرودگاه لیکلند لیندر ریجنل
فرودگاه لیکلند لیندر ریجنل  (به انگلیسی: Lakeland Linder Regional Airport) یک فرودگاه همگانی بهره‌برداری هوایی با کد یاتا LAL است که یک باند فرود آسفالت دارد و طول باند آن ۲۵۹۱ متر است. این فرودگاه در شهر لیکلند، فلوریدا کشور ایالات متحده آمریکا قرار دارد و در ارتفاع ۴۳ متری از سطح دریا واقع شده است.